# تواسم متقارب متماثل

التَوَاسُم المُتَقَارِب المُتَمَاثِل

التَوَاسُم المُتَقَارِب المُتَمَاثِل أو تَقارُب السِمَات المُتَمَاثِل (بالإنجليزية: Symplesiomorphy)‏ هي سمة موروثة مشتركة بين مجموعتين حديثتين أو أكثر. نظرًا لأصلها القديم ، فإن الأشكال المتشابهة لا تساعد عادةً في تقييم العلاقات التطورية الأحدث داخل مجموعة أكبر. على سبيل المثال ، ربما تكون الأوراق البسيطة لبعض النباتات المزهرة الحديثة موروثة من أسلاف بسيطة الأوراق. لكن هذا لا يعني أن جميع النباتات الحديثة ذات الأوراق البسيطة مرتبطة ارتباطًا وثيقًا. 